# 図書新聞
図書新聞（としょしんぶん）は、書評をおもな内容とする週刊新聞である。日本読書新聞編集長であった田所太郎によって、1949年に創刊された。 1975年に創刊者田所が死去したことで一時的に刊行を中断したが、後に再刊している。株式会社図書新聞が発行していたが、2017年6月1日より武久出版株式会社に発行が移管された。
ライバル紙に「週刊読書人」がある。

## 関係者
- 井出彰
- 米田綱路

## 参照項目
- 日本読書新聞